# Acide tolfénamique
L'acide tolfénamique fait partie de la classe des dérivés de l'acide anthranilique (ou fénamate) des médicaments AINS. Comme d’autres membres de la classe, c’est un inhibiteur de la COX et empêche la formation de prostaglandines.
Il est utilisé au Royaume-Uni comme traitement contre la migraine. Il n'est généralement pas disponible aux États-Unis. Il est disponible dans certains pays d’Asie, d’Amérique latine et d’Europe en tant que médicament générique pour les humains et les animaux. 

## Utilisations médicales
L'acide tolfénamique est utile dans la prévention et le traitement des affections associées à la douleur et à l'inflammation,. Cependant, malgré son efficacité lorsqu'il est administré par voie intramusculaire, sous-cutanée ou orale, les médicaments à base de acide tolfénamique n'ont pas encore été approuvés aux États-Unis et dans certains autres pays en raison du nombre important d'effets secondaires signalés,.  

## Chimie
L'acide tolfénamique, appartenant au groupe pharmacologique des fénamates, possède une structure chimique typique des dérivés de l'acide anthranilique.

## Histoire
Il a été découvert par des scientifiques de la société pharmaceutique Medica en Finlande. 

## Recherche
L'acide tolfénamique démontre une capacité à inhiber la croissance des cellules cancéreuses dans le pancréas, le côlon sigmoïde et le rectum. 